# Oreagrion lorentzi
Oreagrion lorentzi là loài chuồn chuồn trong họ Coenagrionidae. Loài này được Ris mô tả khoa học đầu tiên năm 1913.